# Gaobei, Guangdong
Gaobei (kinesiska: 高陂) är en köping i sydöstra Kina. Den ligger i Dabu härad i staden Meizhou i provinsen Guangdong, omkring 360 kilometer öster om provinshuvudstaden Guangzhou. Antalet invånare är 50 649. Befolkningen består av 24 822 kvinnor och 25 827 män. Barn under 15 år utgör 21,0 %, vuxna 15-64 år 65 %, och äldre över 65 år 12,0 %.